# Legends of the Fall
Legends of the Fall (Brasil: Lendas da Paixão / Portugal: Lendas de Paixão) é um filme de drama épico estadunidense de 1994 dirigido por Edward Zwick e estrelado por Brad Pitt, Anthony Hopkins, Aidan Quinn, Julia Ormond, e Henry Thomas.
Baseado na novela de 1979 do mesmo título de Jim Harrison, o filme é sobre três irmãos e seu pai que vivem no deserto remoto do início de 1900 e como suas vidas são afetadas pela natureza, história, guerra e amor. O período de tempo do filme abrange a década antes da Primeira Guerra Mundial, através da época da Lei Seca, e em 1930, terminando com um breve conjunto de cenas em 1963.
O filme foi indicado a três Oscars e ganhou o prêmio de Melhor Fotografia (John Toll). Tanto o filme quanto o livro contém ocasionais termos da língua córnica, sendo os Ludlows uma família de emigrantes córnicos.

## Sinopse
O filme conta a história de três irmãos, com destinos distintos cada qual.
Alfred, o mais velho, é um homem reservado e sério, Tristan, o irmão do meio, é selvagem e valente, e o caçula Samuel, é frágil e é constantemente protegido pelos seus dois irmãos mais velhos.
Com a chegada da noiva de Samuel, a intrigante Susannah, eles acabam despertando fortes sentimentos de afeição por ela.
Em meio a todo esse dilema, os irmãos acabam se tornando rivais, tendo que conviver da melhor maneira possível, com os eternos laços de sangue que os unem, descobrindo que por causa dele, jamais conseguiriam deixar de se amarem, independente de qualquer situação que lhes ocorra.

## Elenco
| Ator              | Papel                     |
| ----------------- | ------------------------- |
| Brad Pitt         | Tristan Ludlow            |
| Aidan Quinn       | Alfred Ludlow             |
| Henry Thomas      | Samuel Ludlow             |
| Julia Ormond      | Susannah Fincannon Ludlow |
| Karina Lombard    | Isabel Decker Ludlow      |
| Anthony Hopkins   | Coronel William Ludlow    |
| Christina Pickles | Isabel Ludlow             |
| Paul Desmond      | Decker                    |
| Tantoo Cardinal   | Pet                       |
| Robert Wisden     | John T. O'Banion          |
| John Novak        | James O'Banion            |
| Kenneth Welsh     | Xerife Tynert             |
| Bill Dow          | Longley                   |
| Sam Sarkar        | Rodriguez                 |
| Bart, o Urso      | O Urso                    |

## Produção

### Filmagens
Legends of the Fall foi filmado em locações em Alberta e Colúmbia Britânica, no Canadá. A filagem principal começou em meados de setembro de 1993. As cenas de batalha da Primeira Guerra Mundial levaram duas semanas para filmar e foram gravadas perto de Morley, Alberta, com centenas de moradores e alguns soldados das Forças Canadenses que foram recrutados como extras. A área do porto histórico em Vancouver chamado Gastown foi aumentada com fachadas de edifícios daquele período para as cenas de rua em Helena, Montana. Cenas do hotel foram gravadas no Hotel Europe em 43 Powell Street, em Vancouver. Cenas adicionais foram filmadas em Maple Leaf Square, em Vancouver, e Ocho Rios, em St. Ann, Jamaica. As filmagens foram encerradas por volta de janeiro de 1994.

## Recepção

### Bilheteria
O filme estreou em edição limitada em 23 de dezembro de 1994, e expandiu-se para um grande lançamento em 13 de janeiro de 1995. Durante seu primeiro fim de semana em grande lançamento, que foi um fim de semana de quatro dias devido ao Dia de Martin Luther King, o filme chegou ao número um na bilheteria doméstica após arrecadar $14 milhões. Após a sua corrida inicial, o filme trouxe um total de bilheteria final de $160,638,883.

## Prémios e nomeações
- Ganhou o Óscar de Melhor Fotografia, além de ter sido nomeado nas categorias de:
  - Melhor Som
  - Melhor Direção de Arte
- Recebeu quatro nomeações ao Globo de Ouro:
  - Melhor Filme – Drama
  - Melhor Realizador
  - Melhor Actor - Drama (Brad Pitt)
  - Melhor Banda Sonora

## Home media
Legends of the Fall foi lançado em DVD em 29 de abril de 1997, e mais uma vez em 17 de outubro de 2000. O filme foi posteriormente lançado em Blu-ray no dia 8 de fevereiro de 2011, com conteúdo bônus, que inclui dois comentários em áudio, cenas excluídas com comentário opcional e duas sessões por trás das cenas.